# Система виявлення ядерного вибуху
Система виявлення ядерного вибуху (NDDS) — це пристрій або серія пристроїв, здатних вказувати та точно визначати, що стався ядерний вибух, а також напрямок вибуху. Основною метою цих пристроїв або систем було перевірити відповідність країн, які підписали договори щодо ядерної зброї, такі як Договір про часткову заборону випробувань 1963 року і Договір Тлателолко.
Існує багато різних способів виявлення ядерного вибуху, зокрема сейсмічне, гідроакустичне та інфразвукове виявлення, відбір проб повітря та супутники. У них є свої слабкі та сильні сторони, а також різні корисні властивості. Кожен використовувався окремо, але наразі найкращі результати досягаються, коли дані використовуються в тандемі, оскільки енергія, спричинена вибухом, передаватиметься до різних середовищ.

## Сейсмічні методи
Сейсмічні мережі є однією з можливостей виявлення вибуху. Під час надземного ядерного вибуху в небі буде видно гриб, але також буде вібрація через землю, яка поширюється на велику відстань. У 1980-х роках випробування ядерної зброї перенесли під землю. Навіть тоді його важко виявити, і особливо складно, коли вибух має невелику потужність. За допомогою сейсмічної мережі можливе виявлення цих ядерних випробувань.
Договір про часткову заборону випробувань забороняв ядерні випробування в атмосфері, під водою та в космосі. США розробили багато різних механізмів, щоб забезпечити дотримання Радянським Союзом своєї частини договору. Договір про часткову заборону випробувань також мав на меті заборонити підземні випробування, але на той час технологія не могла добре виявляти вибухи за допомогою сейсмографів, не кажучи вже про те, щоб відрізнити їх від землетрусів, що робило ідентифікацію підземних випробувань складнішою, ніж виявлення вибухів в атмосфері чи під водою. Більші вибухи можна було відрізнити, але менші — ні. Навіть більші вибухи могли бути приглушені великою порожниною в землі. Через загрозу проведення Радянським Союзом підземних вибухів США вкладали гроші в сейсмологічні дослідження.
Великий прогрес був досягнутий Шеріданом Спітом, який замінив дані сейсмографів на аудіофайли. Можна відрізнити землетруси від ядерних вибухів, просто прислухаючись до різниці. Однак через його політичні переконання його робота була проігнорована. Основна система виявлення підземних вибухів потребувала великої кількості станцій моніторингу. Через складність створення технології та кількість необхідних станцій Договір про часткову заборону випробувань дозволив проводити підземні випробування. 

## Відбір проб повітря
Іншим способом виявлення ядерного вибуху є відбір проб повітря; після ядерного вибуху радіоактивні ізотопи, які потрапляють у повітря, можна зібрати літаком. Ці радіонукліди включають америцій-241, йод-131, цезій-137, криптон-85, стронцій-90, плутоній-239, тритій і ксенон. Відправка літаків над або поблизу території може виявити, чи мала місце нещодавня ядерний вибух, хоча більшість проб повітря беруть на одній із багатьох радіонуклідних станцій, встановлених по всьому світу. Навіть підземні вибухи призведуть до вивільнення радіоактивних газів (особливо ксенону), які також можна виявити за допомогою цих методів. Проблеми з приладами виявлення зразків повітря включають чутливість, зручність, надійність, точність і вимоги до потужності.
Одним із слабких місць методу відбору проб повітря є те, що повітряні потоки можуть переміщувати гази або радіонукліди непередбачуваним шляхом, залежно від місця вибуху та погодних умов у той час. Процес виявлення включає взяття проб повітря за допомогою фільтрувального паперу, який збирає радіоактивний матеріал, який потім може бути підрахований і проаналізований комп'ютером. Зовнішній «шум», як-от інші види радіації, як-от випромінювання фабрик або атомних станцій, може погіршити результати. Іншим недоліком цього методу є те, що для певних радіонуклідів необхідно використовувати спеціальні середовища. Радіоактивний йод є прикладом цього, оскільки він існує в багатьох хімічних формах у поєднанні з масивом багатьох різних газів, які не підходять для методів прямого зчитування за допомогою абсорбції або збору фіксованого об'єму в контейнери.
Прикладом того, як повітряні потоки можуть легко розсіювати радіоактивні частинки, є Чорнобильська катастрофа; коли реактор почав виходити з ладу, у повітря було викинуто велику кількість радіонуклідів. Поширення повітряними потоками призвело до випромінювання, яке можна було виявити аж у Швеції та інших країнах, розташованих за сотні миль від станції, протягом кількох днів; те ж саме сталося під час аварії на АЕС «Фукусіма Даїчі». Поширення радіоактивного газу ксенону, йоду-131 і цезію-137 можна виявити на різних континентах за багато миль.

## Супутники
Супутники також були впроваджені в епоху холодної війни, щоб гарантувати відсутність ядерних випробувань. Вони покладалися на датчики, які вловлювали радіацію від ядерних вибухів. Ядерні вибухи завжди породжували гамма-промені, рентгенівські промені та нейтрони. Відомою американською супутниковою системою ядерного виявлення був проект VELA. Проект складався з 12 супутників, кожен з яких був оснащений детекторами рентгенівських променів, нейтронного випромінювання та гамма-променів.
Vela було розроблено для вимірювання фізичних випромінювань таких речей, як світло, рентгенівські промені та нейтрони (які вказують на ядерний вибух). Зокрема, він вимірює видиме світло, радіохвилі та рентгенівські промені. Причина полягає в тому, що ядерний вибух випромінював потужний спалах рентгенівського випромінювання, який повторювався б з інтервалом менше 1 мікросекунди. Групи супутників вловлять цей сигнал і відстежать місце вибуху.
Супутники тепер також оснащені камерами, які здатні знімати надземні вибухи.  З появою глобальної системи позиціонування (GPS) супутники стали важливим методом виявлення вибуху. Незначним недоліком методу супутникового виявлення є наявність деяких космічних променів, які випромінюють нейтрони та можуть подавати помилкові сигнали датчику.
17 жовтня 1963 року супутник Vela вперше використали ВПС і Комісія з атомної енергії, яка є організацією-попередницею нинішнього Міністерства енергетики США. Супутник Vela був створений відповідно до Договору про часткову заборону випробувань, який було підписано в серпні 1963 року. Метою Vela було відповідати Договору про часткову заборону випробувань як детектор ядерного вибуху. Vela вважається супутником GPA, а датчиками керує Міністерство енергетики.

## Гідроакустичне виявлення
Є 11 гідроакустичних станцій, які створені для спостереження за будь-якою діяльністю в океанах. Вони були розроблені, щоб забезпечити заборону на підводні випробування, і завдяки здатності води переносити звук вони дуже ефективні. Ці станції збирають дані в режимі реального часу, працюють 24 години на добу 365 днів на рік. Однак гідроакустика має труднощі з визначенням місця вибуху чи події, тому її потрібно використовувати з іншим методом виявлення (наприклад, згаданими раніше). Інші проблеми, з якими стикається гідроакустика, — це труднощі, спричинені структурою морського дна, а також островами, які можуть блокувати звук. Звук найкраще поширюється через глибокий океан, тому події поблизу мілководдя також не будуть виявлені. Однак гідроакустичні пристрої також служать іншим цілям і використовуються як унікальний ресурс для дослідження явищ океану.

## Інфразвук
Інфразвукове виявлення працює за допомогою кількох станцій, які використовують мікробарометри для прослуховування інфразвукових хвиль, спричинених вибухами, вулканами чи іншими природними явищами. Як і інші методи виявлення, інфразвуковий метод був розроблений під час холодної війни. Ці станції були розроблені для виявлення вибухів потужністю до 1 кілотонни. Але після Договору про часткову заборону випробувань виявлення атмосферних вибухів залишили супутникам. Хоча інфразвукові хвилі можуть проходити по землі кілька разів, вони дуже схильні до впливу вітру та коливань температури. Джерела інфразвукових хвиль великого діапазону важко відрізнити (наприклад, хімічний вибух проти ядерного вибуху). 

## Договір про всеосяжну заборону ядерних випробувань
Договір про всеосяжну заборону ядерних випробувань заборонив усі форми ядерних випробувань у спробі роззброїти та відмовитися від ядерної зброї, але разом із ним виникли старі проблеми, наприклад, як гарантувати, що члени не порушать договір. З цією метою була створена Міжнародна система моніторингу (IMS), що складається з 321 станції, яка використовує всі типи датчиків, описані раніше. Використовуючи зібрані дані з кожного джерела для розрахунку вибуху, IMS використовує гідроакустичні, інфразвукові та системи виявлення сейсмічних хвиль, а також пробовідбірники повітря для радіонуклідів. Усю цю інформацію збирає Підготовча комісія Організації Договору про всеосяжну заборону ядерних випробувань (ОДВЗЯВ), яка розташована у Відні, Австрія.

## Ефективність
Одним із перших випадків, коли ОДВЗЯВ та її системи виявлення показали свою ефективність, було виявлення ядерних випробувань Індією та Пакистаном у травні 1998 року.
Іншим яскравим прикладом є виявлення випробувань у Північній Кореї. Оскільки більшість країн відмовилися від ядерних випробувань, Північна Корея спробувала створити потужну ядерну боєголовку. Через секретність Північної Кореї IMS має надати дослідникам інформацію, необхідну для оцінки загроз Північної Кореї. Навіть їхня перша спроба ядерної зброї з низькою потужністю (0,6 кілотонни) була виділена та ізольована в 2006 році.